# Russian Open (Badminton)
Die Russian Open  sind die offenen internationalen Meisterschaften von Russland im Badminton. Sie werden seit 1992 ausgetragen und sind die Fortsetzung der USSR International. 1998, 1999 und 2001 bis 2003 fanden die Titelkämpfe nicht statt. Nach der letzten Austragung 2005 in Wladiwostok gehören die Meisterschaften 2007 zum BWF Grand Prix und damit zur Oberklasse der Badmintonwettbewerbe.
Nationale russische Meisterschaften werden seit 1992 ausgetragen.

## Die Sieger
| Saison    | Herreneinzel            | Dameneinzel         | Herrendoppel                          | Damendoppel                                        | Mixed                                    |
| --------- | ----------------------- | ------------------- | ------------------------------------- | -------------------------------------------------- | ---------------------------------------- |
| 1992      | Andrei Antropow         | Marina Yakusheva    | Andrei Antropow Nikolai Sujew         | Marina Andrievskaia Marina Yakusheva               | Nikolai Sujew Marina Yakusheva           |
| 1993      | Hannes Fuchs            | Marina Andrievskaia | Vitaliy Shmakov Mikhail Korshuk       | Marina Andrievskaia Marina Yakusheva               | Nikolai Sujew Marina Andrievskaia        |
| 1994      | Chen Gang               | Xu Li               | Sergej Melnikov Nikolai Sujew         | Svetlana Alferova Marina Yakusheva                 | Liu Yong Li Qi                           |
| 1995      | Hendrawan               | Lidya Djaelawijaya  | Thomas Lund Jon Holst-Christensen     | Chen Ying Peng Xinyong                             | Jens Eriksen Marlene Thomsen             |
| 1996      | Sun Jun                 | Han Jingna          | Andrei Antropow Nikolai Sujew         | Helene Kirkegaard Rikke Olsen                      | Chen Xingdong Peng Xinyong               |
| 1997      | Poul-Erik Høyer Larsen  | Mette Pedersen      | Jon Holst-Christensen Michael Søgaard | Helene Kirkegaard Rikke Olsen                      | Jon Holst-Christensen Ann Jørgensen      |
| 1998 1999 | nicht ausgetragen       | nicht ausgetragen   | nicht ausgetragen                     | nicht ausgetragen                                  | nicht ausgetragen                        |
| 2000      | Vladislav Druzchenko    | Ella Karachkova     | Mikhail Kelj Victor Maljutin          | Irina Ruslyakova Marina Yakusheva                  | Pawel Uwarow Irina Ruslyakova            |
| 2001 2003 | nicht ausgetragen       | nicht ausgetragen   | nicht ausgetragen                     | nicht ausgetragen                                  | nicht ausgetragen                        |
| 2004      | Stanislav Pukhov        | Ella Karachkova     | Vitaliy Durkin Alexandr Nikolaenko    | Anastasia Russkikh Irina Ruslyakova                | Alexandr Nikolaenko Valeria Sorokina     |
| 2005      | Stanislav Pukhov        | Nina Vislova        | Alexey Vasiliev Nikolaj Nikolaenko    | Nina Vislova Valeria Sorokina                      | Sergey Lunev Evgenia Dimova              |
| 2006      | nicht ausgetragen       | nicht ausgetragen   | nicht ausgetragen                     | nicht ausgetragen                                  | nicht ausgetragen                        |
| 2007      | Lu Yi                   | Wang Yihan          | Kristof Hopp Ingo Kindervater         | Du Jing Yu Yang                                    | Robert Mateusiak Nadieżda Kostiuczyk     |
| 2008      | Dicky Palyama           | Ella Diehl          | Vitaliy Durkin Alexandr Nikolaenko    | Valeria Sorokina Nina Vislova                      | Alexandr Nikolaenko Valeria Sorokina     |
| 2009      | Vladimir Malkov         | Ella Diehl          | Vladimir Ivanov Ivan Sozonov          | Valeria Sorokina Nina Vislova                      | Vitaliy Durkin Nina Vislova              |
| 2010      | Takuma Ueda             | Ayane Kurihara      | Vladimir Ivanov Ivan Sosonov          | Valeria Sorokina Nina Vislova                      | Alexandr Nikolaenko Valeria Sorokina     |
| 2011      | Zhou Wenlong            | Lu Lan              | Naoki Kawamae Shoji Sato              | Valeria Sorokina Nina Vislova                      | Alexandr Nikolaenko Valeria Sorokina     |
| 2012      | Kazumasa Sakai          | Yui Hashimoto       | Vladimir Ivanov Ivan Sozonov          | Valeria Sorokina Nina Vislova                      | Alexandr Nikolaenko Valeria Sorokina     |
| 2013      | Vladimir Ivanov         | Aya Ohori           | Vladimir Ivanov Ivan Sozonov          | Nina Vislova Anastasia Chervyakova                 | Ivan Sozonov Tatjana Bibik               |
| 2014      | Vladimir Ivanov         | Aya Ohori           | Kenta Kazuno Kazushi Yamada           | Yuriko Miki Koharu Yonemoto                        | Ryota Taohata Misato Aratama             |
| 2015      | Tommy Sugiarto          | Kristína Gavnholt   | Vladimir Ivanov Ivan Sozonov          | Gabriela Stoeva Stefani Stoeva                     | Chan Peng Soon Goh Liu Ying              |
| 2016      | Zulfadli Zulkiffli      | Ruthvika Shivani    | Vladimir Ivanov Ivan Sozonov          | Anastasia Chervyakova Olga Morozova                | Pranav Chopra Siki Reddy                 |
| 2017      | Sergey Sirant           | Evgeniya Kosetskaya | Vladimir Ivanov Ivan Sozonov          | Akane Araki Aoi Matsuda                            | Chan Peng Soon Cheah Yee See             |
| 2018      | Sourabh Varma           | Ho Yen Mei          | Arif Abdul Latif Nur Mohd Azriyn Ayub | Chisato Hoshi Kie Nakanishi                        | Vladimir Ivanov Kim Min-kyung            |
| 2019      | Shesar Hiren Rhustavito | Pai Yu-po           | Mathias Boe Mads Conrad-Petersen      | Ni Ketut Mahadewi Istarani Tania Oktaviani Kusumah | Adnan Maulana Mychelle Crhystine Bandaso |
| 2020 2024 | nicht ausgetragen       | nicht ausgetragen   | nicht ausgetragen                     | nicht ausgetragen                                  | nicht ausgetragen                        |